# Thrinax radiata
Espèce
Thrinax radiata est une espèce de plantes à fleurs de la famille des Arecaceae (les palmiers).

## Description
Il s'agit d'un palmier mesurant 5 à 8 m de haut avec un stipe de 10 cm. Le pied a beaucoup de racines mortes qui font saillie au-dessus du sol. Les feuilles palmées sont nombreuses et divisées en 50 ou 60 segments, vert foncé sur le haut et vert clair sur la face inférieure. Les fruits blancs sont globuleux. Les tiges sont utilisées en tant que piquets et les feuilles dans la fabrication de chapeaux et la couverture des toits.

## Distribution
Il vit dans les zones sableuses littorales au Mexique, à Cuba, en Floride, aux Bahamas, au Honduras et aux îles Caïmans.

## Synonymes
- Coccothrinax martii (Griseb.) Becc.
- Coccothrinax radiata (Lodd. ex Schult. & Schult.f.) Sarg.
- Porothrinax pumilio H.Wendl. ex Griseb.
- Thrinax aurata Kunth
- Thrinax elegans Schult. & Schult.f.
- Thrinax elegantissima Hook.f.
- Thrinax floridana Sarg.
- Thrinax gracilis Schult. & Schult.f.
- Thrinax maritima Lodd. ex Mart.
- Thrinax martii Griseb.
- Thrinax mexicana Lodd. ex Mart.
- Thrinax montana Lodd. ex Mart.
- Thrinax wendlandiana Becc.